# Колчестерский замок
Колчестерский замок (англ. Colchester Castle) — нормандский замок в Колчестере, Эссекс, Англия, построенный во второй половине XI века. Основание замка приписывается нормандскому рыцарю Эдо Дапиферу, а проект — епископу и архитектору Гандальфу Рочестерскому. Донжон практически не повреждён и является самым большим сооружением такого рода в Европе, поскольку был возведён на развалинах римского храма Клавдия в Колчестере. Замок выдержал трёхмесячную осаду во время Первой баронской войны в 1216 году, но к XVII веку пришёл в упадок, когда была снесена куртина и верхушка донжона; вопрос о его первоначальной высоте остаётся открытым. То, что не было снесено, было отведено под тюрьму и частично переделано в большой садовый павильон. В замке с 1860 года размещается Колчестерский музей, в котором хранится обширная коллекция римских экспонатов; в 1922 году здание было выкуплено муниципальным советом Колчестера. Памятник архитектуры первой категории.